# Xerocrassa ebusitana
Xerocrassa ebusitana is een slakkensoort uit de familie van de Hygromiidae. De wetenschappelijke naam van de soort is voor het eerst geldig gepubliceerd in 1869 door Hidalgo.